# McKean County
McKean County ist ein County im Bundesstaat Pennsylvania der Vereinigten Staaten. Bei der Volkszählung im Jahr 2020 hatte das County 40.432 Einwohner und eine Bevölkerungsdichte von 18 Einwohner pro Quadratkilometer. Der Verwaltungssitz (County Seat) ist Smethport.

## Geschichte
McKean County wurde am 26. März 1804 aus Teilen des Lycoming County gebildet und nach Gouverneur Thomas McKean benannt.

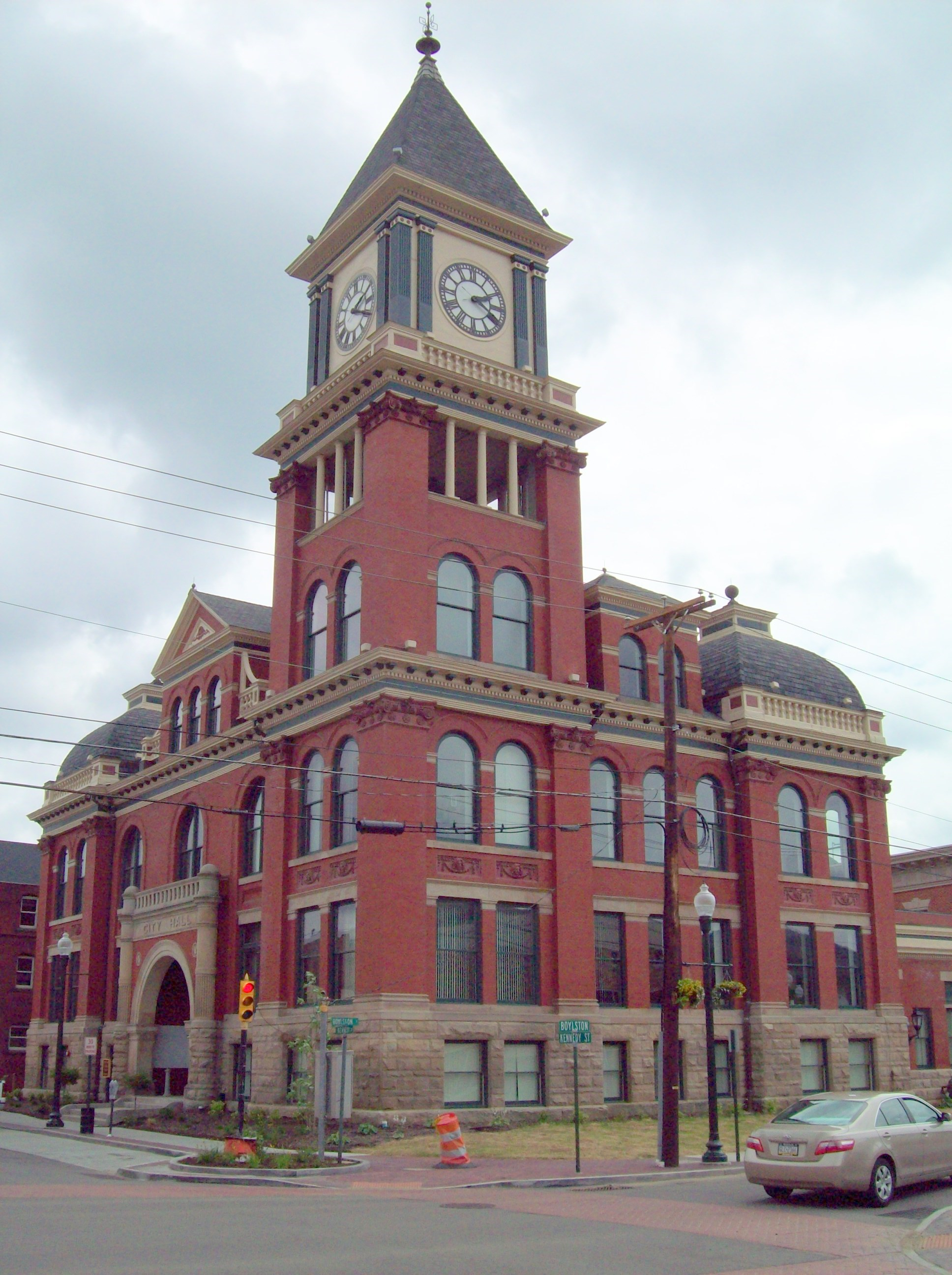
Die Bradford Old City Hall ist einer von zehn Einträgen des Countys im NRHP.

Zehn Bauwerke und Stätten des Countys sind im National Register of Historic Places (NRHP) eingetragen (Stand 23. Juli 2018).

## Geographie
Das County hat eine Fläche von 2549 Quadratkilometern, wovon 7 Quadratkilometer Wasserfläche sind.

## Städte und Ortschaften

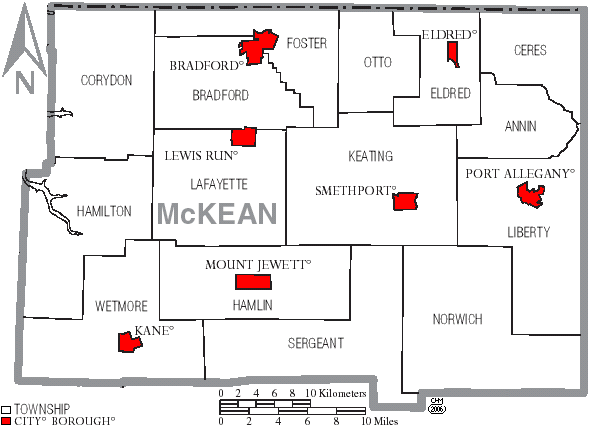
Karte des McKean Countys

| - Annin Township - Bradford Township - Bradford - Ceres Township - Corydon Township - Eldred Township - Eldred - Foster Township | - Hamilton Township - Hamlin Township - Kane - Keating Township - Lafayette Township - Lewis Run - Liberty Township | - Mount Jewett - Norwich Township - Otto Township - Port Allegany - Sergeant Township - Smethport - Wetmore Township |